# Speedy Meade
Speedy Meade es una película muda de género wéstern de 1919 dirigida por Ira M. Lowry y protagonizada por Louis Bennison, Katherine MacDonald, Neil Moran, Claire Adams, y Norman Jefferies. La película fue estrenada por Goldwyn Pictures el 23 de marzo de 1919.

## Reparto
- Louis Bennison como Speedy Meade
- Katherine MacDonald como Mary Dillman
- Neil Moran como Robert Bridges
- Claire Adams como Alice Hall
- Norman Jefferies como Bud Lester
- Edward Roseman como Buck Lennon
- Ricca Allen como Mrs. Buck Lennon
- William Bailey como Cal Merchant

## Preservación
La película actualmente se considera perdida.